# Ivan Ivanov
Ivan Mikhàilovitx Ivanov (en rus i txuvaix: Иван Михайлович Иванов) (Śĕnĕ Vĕrener, Txuvàixia, 9 de maig de 1960) va ser un ciclista rus que va competir per la Unió Soviètica. Va ser el primer ciclista txuvaix a competir en competicions professionals internacionals. Va guanyar dues etapes a la Volta a Espanya.

## Palmarès
- 1982
  - 1r al Tour de l'URSS
- 1986
  -  Campió de la Unió Soviètica en muntanya
  - Vencedor de 2 etapes a la Volta a Sotxi
- 1987
  -  Campió de la Unió Soviètica en muntanya
  - 1r a la Volta a Eslovàquia i vencedor de 2 etapes
  - Vencedor d'una etapa al Tour de Valclusa
  - Vencedor d'una etapa a la Volta a Sotxi
- 1988
  - Vencedor de 2 etapes a la Milk Race
  - Vencedor d'una etapa a la Volta a Espanya
- 1989
  -  Campió de la Unió Soviètica en ruta
  - 1r a la Setmana bergamasca i vencedor de 2 etapes
- 1991
  - Vencedor d'una etapa a la Volta a Espanya
- 1992
  - Vencedor d'una etapa a la Volta a Astúries

### Resultats al Giro d'Itàlia
- 1989. Abandona

### Resultats al Tour de França
- 1990. Abandona

### Resultats a la Volta a Espanya
- 1985. 20è de la classificació general
- 1986. 27è de la classificació general
- 1989. 6è de la classificació general. Vencedor d'una etapa
- 1990. 8è de la classificació general
- 1991. 19è de la classificació general. Vencedor d'una etapa
- 1992. 33è de la classificació general
- 1993. Abandona